# Aleksandr Kutuzow
Aleksandr Wiktorowicz Kutuzow, ros. Александр Викторович Кутузов (ur. 23 listopada 1985 w Dobriance) – rosyjski hokeista, reprezentant Rosji.

## Kariera
- THK Twer (2002-2004)
- HK MWD Bałaszycha (2004-2008)
- Nieftiechimik Niżniekamsk (2008)
- Sibir Nowosybirsk (2008-2014)
  -  Dinamo Moskwa (2011)
- Saławat Jułajew Ufa (2014-2015)
- CSKA Moskwa (2015-2017)
- Łokomotiw Jarosław (2017-2019)
- Spartak Moskwa (2019)
- Chimik Woskriesiensk (2019)

Wychowanek THK Twer. Od maja 2014 zawodnik Saławatu. Od czerwca 2015 zawodnik CSKA Moskwa. We wrześniu 2015 przedłużył kontrakt o rok. Po sezonie 2016/2017 odszedł z CSKA. Od końca października 2017 w Łokomotiwie Jarosław na zasadzie próbnym, związany kontraktem od końca 2017. W maju 2019 przeszedł do Spartaka Moskwa. Pod koniec października 2019 odszedł z tego klubu.
Uczestniczył w turnieju mistrzostw świata w 2014.

## Sukcesy
Reprezentacyjne
- Złoty medal mistrzostw świata: 2014

Klubowe
- Złoty medal wyższej ligi: 2005 z MWD Bałaszycha

Indywidualne
- KHL (2013/2014): najlepszy obrońca - ćwierćfinały konferencji

Wyróżnienie
- Zasłużony Mistrz Sportu Rosji w hokeju na lodzie (2014)

Odznaczenie
- Order Honoru (2014)[10]